# Ateuchus semicribratum
Ateuchus semicribratum là một loài bọ cánh cứng trong họ Bọ hung (Scarabaeidae).